# 아르투르 다브탼
아르투르 바흐람 다브탼(아르메니아어: Արթուր Վահրամ Դավթյան, 1992년 8월 8일~)은 아르메니아의 체조 선수이다. 2020년 하계 올림픽의 체조 남자 도마에서 동메달을 획득했다. 유러피언 주니어 선수권 대회 우승자이며, 유럽 기계체조 선수권 대회에서 금메달, 은메달, 동메달을 획득했다.

## 생애

### 유년기
다브탼은 1992년 8월 8일 아르메니아 예레반에서 태어났다. 다브탼이 7세가 되었던 1998년, 체조를 하기 시작하였다. 17세가 되었던 해인 2008년부터는 아르메니아 국가 체조 선수단에 입단하였다.

## 경력

### 청년기
2009년에 핀란드 탐페레에서 열린 유럽 유스 올림픽 페스티벌에 참가하였다. 다브탼은 바한 바르다냔과 아르투르 토브마샨과 함께 아르메니아 국가대표로 참가하였으며, 23명의 선수 중 6위를 차지하였다. 개인전 경기에서 다브탼은 경기 내내 6위를 차지하였다. 도마 종목 경기에서는 7위를 차지하고 평행봉 종목에서는 6위를, 링에서는 9위를 차지하였다. 그로부터 1년 후 버밍엄에서 개최된 2013년 유럽 주니어 선수권 대회에서 15,462점을 득점하였으며 다브탼은 도마 경기에서 챔피언이 된다. 더불어, 다브탼은 링 경기에서 13,975점을 득점하여 4위를 기록했다. 평행봉 경기에서 9위를, 안마 경기에서는 7위를 차지한다.

### 성인기
아르투르 다브탼은 2011년에 베를린에서 열린 2011년 유럽 선수권 대회에서 첫 개인전 경기를 치렀으며 그곳에서 진행된 모든 훈련에 참가하였다. 아르메니아 선수들을 위한 챔피언십은 대단히 성공적이었다. 최연소 참가 선수였던 다브탼은 20위를 차지한다. 다른 훈련에서 다브탼은 자신의 자격 기준을 극복할 수 없었다. 전체 경기 중에서 다브탼의 최고 기록은 도마 14위였다.

#### 2020 하계 올림픽
2021년 8월 도쿄에서 열린 2020년 하계 올림픽에 아르메니아 선수단 중 한 명으로 올림픽 경기에 참가하여, 동메달을 획득하였다. 이 메달은 다브탼의 첫 올림픽 메달이자 아르메니아의 첫 올림픽 체조 메달이다. 다브탼의 메달은 2020년 하계 올림픽에서 아르메니아 선수단이 첫 번째로 딴 메달이기도 하다.